# Hidrostatski skelet
Hidrostatski skelet ali hidrostatsko ogrodje (ponekod tudi hidrostatični skelet in ogrodje) je tip gibljivega skeleta, ki ga podpira tlak tekočin. Takšno ogrodje se v največji meri pojavlja pri preprostih nevretenčarjih, medtem ko je pri naprednejših organizmih odsotno ali se nanaša na posamičen organ, ki mu v tem primeru pravimo hidrostatski (hidrostatični) organ. Hidrostatski skelet in hidrostatski organ lahko imata enake zmogljivosti, a se med seboj vseeno razlikujeta. Hidrostatski organi so bolj pogosti v naprednejših organizmih, medtem ko večino hidrostatskih skeletov najdemo pri primitivnejših bitjih. Predpona hidro- se nanaša na vodo oziroma tekočino, ki napolnjuje hidrostatski skelet ali organ in omogoča njegovo delovanje.
Kot vsak tipični skelet ima tudi hidrostatsko ogrodje zmožnost, da vpliva na obliko organizma in njegovo premikanje, sestavljata pa ga dve ključni mehanski enoti: sloj mišic in integument, ki omejujejo zunanje in notranje okolje organizma. Plasti mišic so nameščene vzdolžno in krožno, pri čemer predstavljajo sestavni del s tekočino napolnjenega celoma (telesne votline). Krčenje krožnih mišic omogoča podaljšanje telesa, medtem ko krčenje vzdolžno razporejenih mišic skrajša telesno dolžino. Tekočina v notranjosti telesa je enakomerno razporejena. Enake strukturne lastnosti veljajo tudi za hidrostatski organ.
Struktura ne spiralastega hidrostatskega skeleta je funkcionalna osnova za penis sesalcev. Po drugi strani je struktura spiralasto podprtega hidrostatskega skeleta značilna za gibljive strukture v živalih mehkega telesa.

## Struktura
Hidrostatsko ogrodje je običajno valjaste (oziroma cevaste) oblike. Pri delovanju tovrstnih ogrodij navadno sodeluje več različnih mišičnih tipov. Telesno dolžino lahko nadzirajo vzdolžna mišična vlakna, ki so vzporedna vodoravni (longitudinalni) osi. Mišična vlakna so razporejena v zaporednih plasteh ali se nahajajo v izoliranih prepletih. Premer telesa uravnavajo trije mišični tipi; krožni, radialni in prečni. Krožna mišična vlakna obdajajo notranjo površino cevastega telesa, radialna mišična vlakna se začenjajo v osrednjem delu valja in od tam raztezajo vse do površine, medtem ko so prečna mišična vlakna medsebojno vzporedna in v več slojih prehajajo premer samega cilindra.
Valjasto oblikovano telo je napolnjeno s tekočino, ki je največkrat voda, in je odporna na spremembe prostornine. Krčenje krožnih, radialnih ali prečnih mišic zviša tlak v valju, kar vodi v povečanje telesne dolžine. Krčenje vzdolžnih (longitudinalnih) mišic lahko skrajša dolžino valja.
Intenziteto spremembe oblike omejujejo vlakna vezivnega tkiva, ki so mnogokrat kolagenska in spiralasto razporejena znotraj hidrostatskega ogrodja. Spiralast vzorec tovrstnih vlaken omogoča daljšanje in krajšanje ogrodja, pri čemer telo ostaja togo, da ne pride do torzije.

## Prednosti in slabosti
Hidrostatski skelet ima svoje prednosti in slabosti. Zaradi prisotnosti tekočine in odsotnosti trdnih opornin hidrostatski skelet omogoča enostavno premikanje med plavanjem ali kopanjem. Organizmi s hidrostatskim ogrodjem so precej gibljivi, saj se lahko prerinejo skozi neobičajno oblikovane predore, kar jim omogoča učinkovitejšo obrambo pred plenilci. Tovrstni skelet organizmom omogoča učinkovito premikanje z gibljivim in razmeroma lahkim telesom, saj za njihovo lokomocijo ni potrebno toliko mišične mase.
Dodatna prednost organizmov s hidrostatskim skeletom je zmožnost hitre regeneracije, ki je precej učinkovitejša kot pri živalih s trdnim ogrodjem. Sam proces regeneracije je odvisen od posamezne vrste, kljub temu pa je zanj značilna hitrost, saj je dovajanje hidrostatske tekočine (vode, krvi itd.) enostavneje kot vnovična rast kosti. Primer organizma s hidrostatskim skeletom, ki je zmožen določene mere regeneracije poškodovanih odsekov telesa, je navadni deževnik (Lumbricus terrestris).
Prednost hidrostatskega skeleta je tudi relativna enostavnost telesnih poti za transport različnih snovi, kot so kisik, hranila in sporočilne molekule. Z integumentom obdana tekočina, ki je bistveni del hidrostatskega ogrodja, je do neke mere sposobna zaščititi v notranjosti ležeče organe pred mehanskimi vplivi okolja. Kljub temu je zaščitna vloga omejena, na njo pa v veliki meri vpliva tip mehanskih dražljajev, ki delujejo na organizem. Izguba hidrostatske tekočine je lahko usodna za organizem s hidrostatskim skeletom.
Zaradi omejene možnosti za pričvrstitev okončin (ekstremitet) organizmi s hidrostatskim ogrodjem ostajajo preprosti in običajno nimajo veliko sposobnosti za prijemanje okoliških struktur. Organizmi, katerih skelet je v celoti hidrostatski, morajo prebivati v okolju, ki jim omogoča vnovično polnjenje s hidrostatsko tekočino. Zaradi tega je večji delež hidrostatskih ogrodij prisoten pri morskih živalih, ki imajo v tovrstnem habitatu dostop do elementov, nujnih za preživetje. Kopenski organizmi, za katere je značilen hidrostatski skelet, so običajno šibkejši, ker ne živijo v tekočem mediju. Če bi tak organizem poskušal prekomerno povečati svoje telo, se bi sesedel pod lastno težo.

## Organizmi

### Nevretenčarji
Hidrostatski skelet je še posebej razširjen med nevretenčarji, katerih tipičen predstavnik je navadni deževnik. Veliko tovrstnih organizmov je tudi v morju, kot so na primer ožigalkarji (meduze in morske vetrnice) in nekateri iglokožci (morske zvezde). Deževnik ima obročke mišic, ki so napolnjeni s tekočino, kar dela njegovo celotno telo hidrostatsko. Po drugi strani imajo morske vetrnice hidrostatsko glavo, na kateri so usta, okoli katerih izraščajo lovke. Ta struktura jim omogoča prehranjevanje in lokomocijo.

### Vretenčarji
Tudi sesalčji penis je hidrostatski organ. Hidrostatska tekočina, ki je v tem primeru kri, napolni penis med erekcijo. Za razliko od hidrostatskih skeletov številnih nevretenčarjev, ki za premikanje uporabljajo upogibanje svojega telesa, se mora penis upirati spremembam oblike in ukrivljanju med samo kopulacijo. Namesto vlaken vezivnega tkiva, urejenih v spiralast vzorec, penis sestavlja sloj, imenovan corpus cavernosum (kavernozno telo penisa). Slednji vsebuje vezivna vlakna, ki so razporejena tako vzporedno kot pravokotno na vzdolžno os. Ta vlakna ostanejo zložena, ko je penis mehak, svojo razporeditev pa spremenijo med erekcijo, ko se penis napolni s krvjo, kar omogoča upor proti ukrivljanju celotne strukture. Tudi penis želv je strukturno podoben, a se je razvil neodvisno.
Pri drugih vretenčarjih se pojavlja spremenjen hidrostatski skelet, ki ga imenujemo mišični hidrostat. Za tega je značilno, da ne vsebuje s tekočino napolnjene votline in ga sestavljajo mišična ter vezivna vlakna, na gosto razporejena v tridimenzionalno tvorbo. V mnogih primerih je na mišični hidrostat mogoče delovati v vseh treh dimenzijah, kar omogoča precej bolj natančno premikanje, kot je to možno s hidrostatskim ogrodjem. Pri hidrostatskem skeletu je gibanje omogočeno s silami, ki delujejo na s tekočinami napolnjeno votlino, medtem ko mišični hidrostat proizvaja gibanje s krčenjem mišic. Ko se ena mišica skrči, se kot odgovor zgodi raztezanje druge mišice znotraj strukture. Mišični hidrostati so prisotni v jeziku sesalcev, plazilcev in dvoživk, pa tudi v slonjem in tapirjem rilcu.